# Bundesstelle für Informationstechnik
Die Bundesstelle für Informationstechnik (kurz BIT) war eine Abteilung des Bundesverwaltungsamtes in Köln (Riehl). Sie war ein ressortübergreifend tätiger IT-Dienstleister mit Zugehörigkeit zum Ressort des Bundesministeriums des Innern. Die Bundesstelle wurde zum 1. Januar 2006 als Folge der E-Government-Initiative BundOnline 2005 eingerichtet und mit Ablauf des 31. Dezember 2015 in das Informations Technik Zentrum Bund (ITZBund) überführt.

## Allgemeines
Die BIT unterstützte Behörden des Bundes mit einem Dienstleistungs- und Produktportfolio für IT-Aufgaben. Die Aufgaben umfassten unter anderem IT-Beratung, Projektmanagement, Softwareentwicklung, Betrieb, Hosting und -als Querschnittsaufgaben mit Wirkung über die Verwaltung hinaus- auch den Betrieb von Kompetenzzentren sowie die Entwicklung von Standards und Methoden in der Informationstechnik.
Die BIT stellte ihre Dienstleistungen auf Anfrage einer Kundenbehörde zur Verfügung. Kraft Gesetzes dürfen nur Bundesbehörden, deren Zuwendungsempfänger und bundeseigene Institutionen von Dienstleistern des Bundes bedient werden. Behörden der Länder, Kommunen und zwischenstaatlicher Organisationen sowie alle Einrichtungen der freien Wirtschaft und Nichtregierungsorganisationen sind davon ausgeschlossen, wenn nicht eine gesonderte vertragliche Regelung zwischen dem Bund und dem Kunden existiert (z. B. Kieler Beschlüsse des KoopA ADV).
Einige Produkte der BIT stehen weiterhin unentgeltlich und zum Teil quelloffen der Öffentlichkeit zur Verfügung und werden dadurch teilweise auch in Unternehmen der freien Wirtschaft verwendet.

## Dienstleistungszentrum des Bundes
Die Bundesverwaltung hat IT-Dienstleistungen zunehmend auf wenige Dienstleistungszentren übertragen, die über eine besondere Eignung für diese Aufgaben verfügten. Der Bundesbeauftragte der Bundesregierung für Informationstechnik hat Ende 2009 die ersten IT-Dienstleistungszentren für den Bund benannt. Zum 1. Januar 2016 wurden schließlich alle verbliebenen IT-Dienstleistungszentren in das ITZBund überführt.
Die Bundesstelle für Informationstechnik (BIT) im Bundesverwaltungsamt (BVA) war eines dieser IT-Dienstleistungszentren. Bis zu ihrer Auflösung arbeitete sie zusammen mit dem Verwaltungsservicezentrum (VSZ) und dem allgemeinen Dienstleistungszentrum (DLZ) unter dem Dach des Bundesverwaltungsamtes. Damit wurde ein breites Spektrum an IT- und Verwaltungsdienstleistungen von einer Behörde angeboten mit dem Ziel, eine besondere Praxisnähe bei den Lösungen und Dienstleistungen zur Verwaltungsmodernisierung sicherzustellen.